# Kieu
Kieu (či Kim Van Kieu), viet. Kiều (Kim Vân Kiều) je vietnamský veršovaný román z počátku 19. století, jehož autorem je Nguyen Zu (viet. Nguyễn Du; 1765–1820). Jde o nejvýznamnější a nejoblíbenější dílo vietnamské literatury vůbec.[zdroj⁠?!]
Toto dílo čítá 3254 veršů v tradiční vietnamské básnické formě lục-bát, která pravidelně střídá šestislabičné a osmislabičné verše. Podobně jako další romány ve verších (nazývané truyện, proto se také někdy hovoří o Truyen Kieu), které ve Vietnamu vznikaly na přelomu 18. a 19. století, i tento byl napsán ve vietnamském znakovém písmu, tzv. jižních znacích (viet. chữ Nôm).
Příběh byl převzat ze staršího čínského zdroje z 16. či 17. století, ale Nguyen Zu jej vydatně rozpracoval, obohatil o psychologický rozměr a vytříbenou formu. Krásná a rodičům oddaná hrdinka jménem Kieu je nešťastně stíhána osudem a prochází řadou útrap (je donucena k manželství, prodána do veřejného domu atd.), a její tragický úděl se zdá končit až jejím rozhodnutím uchýlit se do buddhistického kláštera. Tam se ovšem po letech odloučení nakonec znovu setká nejen se svou rodinou, ale i se svým milovaným Kimem, jehož musela na počátku opustit. Za své útrapy a poctivé srdce je tak přece jen odměněna.
Epos Kieu bývá nazýván také Kim Van Kieu podle jmen tří postav (Van byla sestrou Kieu). Z díla je cítit vliv konfuciánství i buddhismu, zároveň má značný patos, který dojímá Vietnamce dodnes. Mnozí z nich znají celé pasáže nazpaměť, Kieu rovněž inspiroval vietnamské výtvarné umění. V češtině vyšly dvě překladové verse románu, jedna prosaická, která je spíše volným převyprávěním příběhu, druhá – věrnější originálu – je pak veršovaná. V obou případech šlo ovšem o překlady přes jiné jazyky, ne přímo z vietnamštiny.

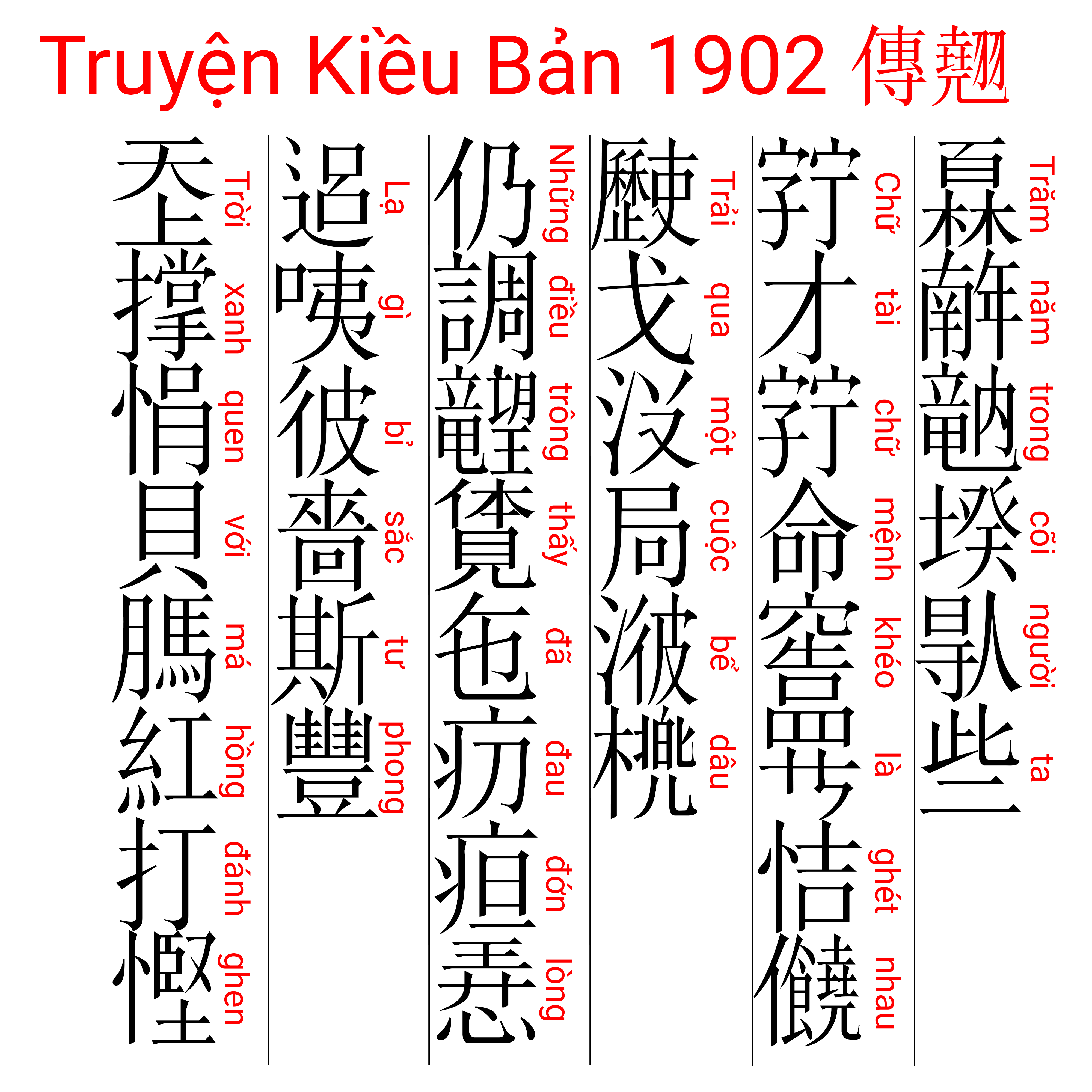

## České překlady
- Ngujen-Dy: Kim, Ven, Kieu – román annamské lásky. Přel. A. Horský, nakl. Pokrok v Knihovně Dobrá četba, Praha 1926
- Nguyen Du: Kieu – národní vietnamský epos. Přel. (z francouzštiny) G. Francl, Lidová demokracie, Praha 1958